# Junco
Junco és un dels gèneres d'ocells, de la família dels passerèl·lids (Passerellidae).

## Taxonomia
El gènere Junco va ser introduït el 1831 pel naturalista alemany Johann Georg Wagler per a una sola espècie, el junco ullgroc i, per tant, ara és l'espècie tipus. El nom del gènere prové del llatí iuncus que significa "jonc".
Segons la classificació del Congrés Ornitològic Internacional (versió 13.2, 2023), aquest gènere conté 5 espècies:
- Junco vulcani - junco dels volcans.
- Junco hyemalis - junco fosc.
- Junco insularis - junco de Guadalupe.
- Junco phaeonotus - junco ullgroc.
- Junco bairdi - junco de Baird.